# PPAP (Pen-Pineapple-Apple-Pen)
"PPAP (Pen-Pineapple-Apple-Pen)" (Nhật: ペンパイナッポーアッポーペン Hepburn: Penpainappōappōpen) là một đĩa đơn của Pikotaro, một nhân vật ca sĩ-nhạc sĩ được tạo và thủ vai bởi nghệ sĩ hài người Nhật Bản Kosaka Daimaou. Nó được phát hành dưới dạng một video âm nhạc trên YouTube vào ngày 25 tháng 8 năm 2016, và đã trở thành một video lan truyền nhanh. Tính đến  ngày 7 tháng 11 năm 2016, video chính thức đã thu hút hơn 80 triệu lượt xem, nhiều video bắt chước, và được mệnh danh là "Gangnam Style" mới theo nhiều tờ báo và truyền thông trên mạng. Đĩa đơn này đã đạt tới vị trí số một trên bảng xếp hạng Billboard Japan Hot 100 và trở thành đĩa đơn ngắn nhất lọt vào bảng xếp hạng Billboard Hot 100.

## Bối cảnh và sáng tác
Kosaka nghĩ ra ý tưởng về bài hát tại nhà của nhà sản xuất của anh (thực ra là chính anh). Anh đang nghe giai điệu thì cầm bút và bắt đầu viết. Anh nhớ lại nguồn gốc của mình là từ tỉnh trồng táo lớn nhất Nhật Bản (Aomori), và cũng nhận ra mình đang có một hộp dứa đang mở trên bàn.
Bài hát được viết theo cung đô thăng thứ với nhịp độ 136 nhịp trên phút. Giọng của Pikotaro dao động từ F♯3 tới C♯5 trong bài hát.

## Video âm nhạc

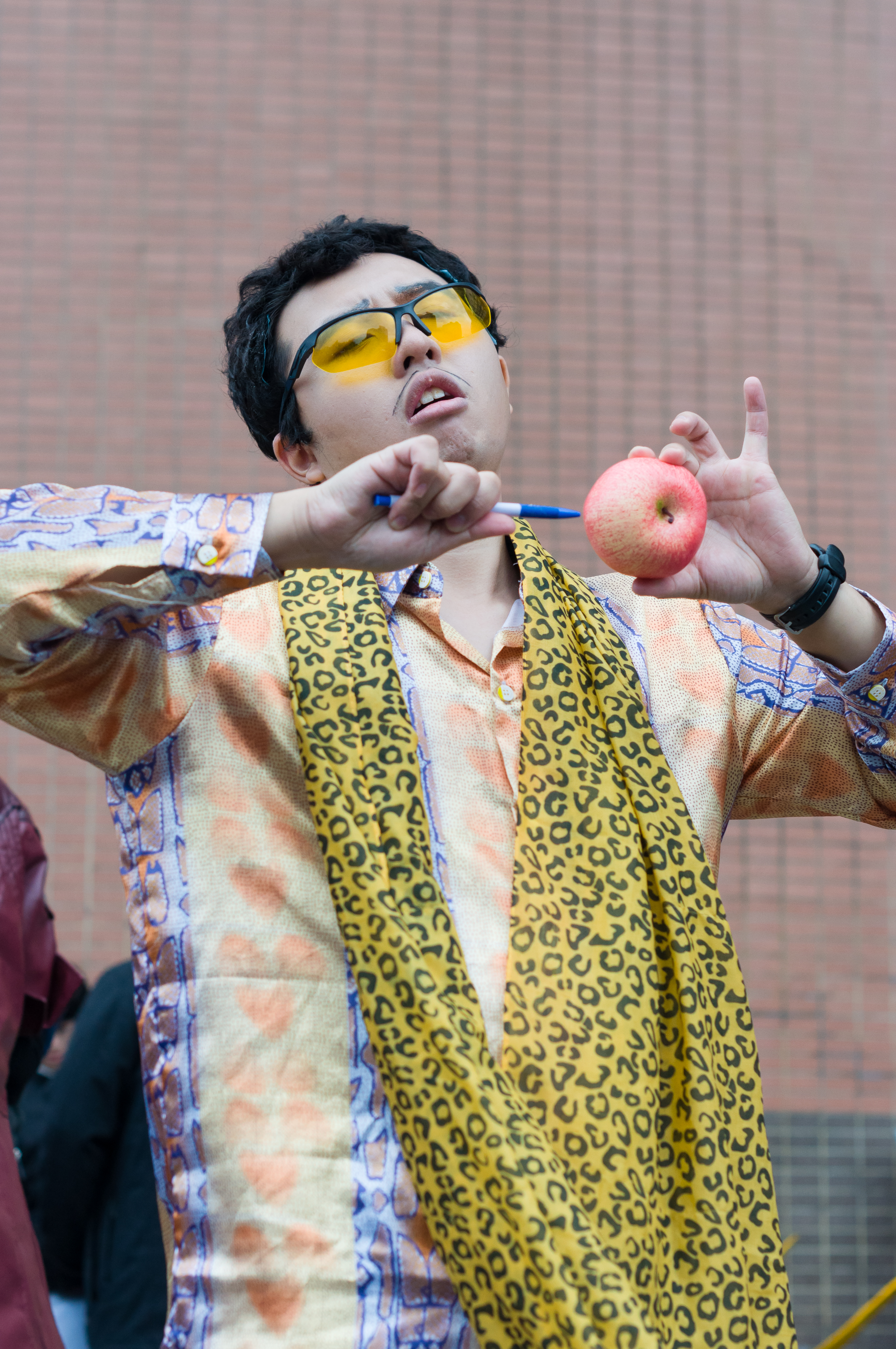
Một cosplayer hóa thân thành Pikotaro

Bài hát được khởi nguồn là một video âm nhạc được phát hành trên YouTube vào ngày 25 tháng 8 năm 2016. Trong video, Pikotaro, mặc một bộ trang phục họa tiết rắn/báo màu vàng, nhảy múa, rồi hát lời bài hát bằng tiếng Anh như "I have a pen. I have an apple. Apple pen." trong lúc làm cử chỉ như đang cầm những vật dụng trong bài hát và đẩy chúng lại với nhau. Chi phí cho video rơi vào khoảng 100.000 yên.
Vào ngày 26 tháng 9, Pikotaro phát hành một video hướng dẫn về điệu nhảy và các cử chỉ. Vào ngày 27 tháng 10, Pikotaro đăng tải một video "phiên bản dài" cho bài hát.

## Phát hành
"PPAP", cùng với ba bài hát khác của Pikotaro, được phát hành tới các cửa hàng trực tuyến thông qua Avex Music Creative vào ngày 7 tháng 10 năm 2016. Một phiên bản không lời của bài hát cũng được phát hành ngày 12 tháng 10 năm 2016. Ngày 27 tháng 10 năm 2016, phiên bản dài hơn được đăng trên trang Youtube của tác giả.

## Sự đón nhận

### Lan truyền nhanh
Video nhận được khoảng 1 triệu lượt xem trong tháng đầu tiên phát hành. Kosaka cho rằng lúc đó nó chủ yếu phổ biến trong giới học sinh Nhật Bản. Ngày 27 tháng 9 năm 2016, ca sĩ nhạc pop người Canada Justin Bieber chia sẻ video trên Twitter, nói rằng đó là "video yêu thích nhất trên Internet" của anh. Video sau đó đã được lan truyền nhanh, trung bình hơn 1,5 triệu lần một ngày, và được mệnh danh là "Gangnam Style" mới bởi nhiều tờ báo và truyền thông trực tuyến. Nhiều người cũng đã tự quay video để tạo nên phiên bản riêng của mình.

## Diễn biến xếp hạng
Bài hát khởi đầu tại vị trí thứ tư trên bảng xếp hạng Billboard Japan Hot 100 ngày 22 tháng 10 năm 2016. Nó đã leo lên vị trí thứ ba trong tuần tiếp theo và vị trí thứ hai trong tuần sau đó. Sau khi rơi xuống vị trí thứ ba, nó đã đứng đầu bảng xếp hạng ngày 14 tháng 11.
Bài hát khởi đầu trên bảng xếp hạng Billboard Hot 100 tại Hoa Kỳ ở vị trí thứ 44, và với thời lượng chỉ 45 giây, nó đã trở thành bài hát ngắn nhất được xếp hạng trong lịch sử bảng xếp hạng này. Bài hát ngắn nhất trước đó được xếp hạng là "Little Boxes" của The Womenfolk, đạt vị trí thứ 83 vào năm 1964 với thời lượng 1 phút 2 giây. Kỷ lục này đã được công nhận bởi Sách Kỷ lục Guinness. Bài hát sau đó đã xuất hiện lại thêm hai lần nữa, tại vị trí thứ 82 vào ngày 26 tháng 11, và vị trí 93 vào ngày 3 tháng 12.

## Xếp hạng

### Bảng xếp hạng hàng tuần
| Bảng xếp hạng (2016)                                 | Vị trí xếp hạng cao nhất |
| ---------------------------------------------------- | ------------------------ |
| Nhật Bản (Japan Hot 100)                             | 1                        |
| Bỉ (Ultratip Flanders)                               | 6                        |
| Canada (Canadian Hot 100)                            | 36                       |
| Hungary (Single Top 40)                              | 29                       |
| Hàn Quốc Digital Songs (Overseas) (Gaon)             | 22                       |
| Hoa Kỳ Billboard Hot 100                             | 77                       |
| Hoa Kỳ Billboard Dance/Electronic Digital Song Sales | 37                       |

### Bảng xếp hạng cuối năm
| Bảng xếp hạng (2016)     | Vị trí |
| ------------------------ | ------ |
| Nhật Bản (Japan Hot 100) | 6      |